# Departamento La Paz (El Salvador)
La Paz ist eines von 14 Departamentos in El Salvador und liegt im Süden des Landes an der Pazifikküste.
Die Hauptstadt des Departamentos ist Zacatecoluca. Gegründet wurde das Departamento am 21. Februar 1852 aus Teilen des Departamentos San Vicente.

## Municipios
Das Departamento La Paz ist in 23 Municipios unterteilt:
- Cuyultitán
- El Rosario
- Jerusalén
- Mercedes La Ceiba
- Olocuilta
- Paraíso de Osorio
- San Antonio Masahuat
- San Emigdio
- San Francisco Chinameca
- San Juan Nonualco
- San Juan Talpa
- San Juan Tepezontes
- San Luis La Herradura
- San Luis Talpa
- San Miguel Tepezontes
- San Pedro Masahuat
- San Pedro Nonualco
- San Rafael Obrajuelo
- Santa María Ostuma
- Santiago Nonualco
- Tapalhuaca
- Verapaz
- Zacatecoluca

## Wirtschaft
Die Wirtschaft des Departamento – einer überwiegend feucht-warmen Bergregion mit Höhen bis zu 1000 Metern – basiert auf dem Anbau von Kaffee, Tabak, Baumwolle, Zuckerrohr, Maniok und Früchten sowie auf Zuckerproduktion, Holzverarbeitung und Milchwirtschaft.